# Episodi di Teen Titans (terza stagione)
La terza stagione della serie televisiva a cartoni animati Teen Titans negli Stati Uniti d'America e in Italia è stata trasmessa da Cartoon Network tra il 2004 e il 2005.
| n° | Titolo originale                                         | Titolo italiano                                                   | Prima TV USA      | Prima TV Italia |
| -- | -------------------------------------------------------- | ----------------------------------------------------------------- | ----------------- | --------------- |
| 1  | Deception                                                | Doppio gioco                                                      | 28 agosto 2004    | 2005            |
| 2  | X                                                        | Dietro la maschera il nulla                                       | 4 settembre 2004  | 2005            |
| 3  | Betrothed                                                | La promessa sposa                                                 | 11 settembre 2004 | 2005            |
| 4  | Crash                                                    | Viaggio allucinante                                               | 18 settembre 2004 | 2005            |
| 5  | Haunted                                                  | Ossessione                                                        | 2 ottobre 2004    | 2005            |
| 6  | Spellbound                                               | Magia nera                                                        | 9 ottobre 2004    | 2005            |
| 7  | Revolution                                               | Imparare dalla storia                                             | 16 ottobre 2004   | 2005            |
| 8  | Wavelength                                               | Maremoto                                                          | 23 ottobre 2004   | 2005            |
| 9  | The Beast Within                                         | La bestia                                                         | 30 ottobre 2004   | 2005            |
| 10 | Can I Keep Him?                                          | Cucciolo                                                          | 6 novembre 2004   | 2005            |
| 11 | Bunny Raven... or... How to Make A Titananimal Disappear | Il cappello del mago... Ovvero come far comparire un titananimale | 8 gennaio 2005    | 2005            |
| 12 | Titans East: Part 1                                      | Titan Est (prima parte)                                           | 15 gennaio 2005   | 2005            |
| 13 | Titans East: Part 2                                      | Titan Est (seconda parte)                                         | 22 gennaio 2005   | 2005            |

## Doppio gioco
Cyborg viene inviato sotto copertura con il nome in codice di Roccia (grazie ad un proiettore olografico che cela il suo reale aspetto) ad indagare sul più recente piano dell'Accademia Alveare. Cyborg scopre che un nuovo preside, Fratello Blood, è ora responsabile dell'Accademia; questi svela il suo travestimento e gli offre di unirsi al suo gruppo criminale in cambio della restituzione del suo aspetto umano.

## Dietro la maschera il nulla
I Titani indagano sull'irruzione di un intruso sconosciuto. A sorpresa del gruppo, il ladro è Rosso X, l'identità criminale alter ego di Robin! Stavolta però dietro la maschera di Rosso X non c'è Robin, il quale rivela ai compagni come la creazione di Rosso X sia stata un errore. Le cose prendono una piega inaspettata quando il Professor Chang, uno scienziato e trafficante d'armi, cattura i Teen Titans e si prepara a scatenare un'arma di distruzione sulla città, costringendo Robin e il nuovo Rosso X ad allearsi per fermarlo.

## La promessa sposa
Stella Rubia è richiamata al suo pianeta natale di Tamaran per sposarsi su ordine del nuovo grande sovrano. Gli altri Titani decidono di accompagnarla, ma scoprono che sua sorella Stella Nera è ora la regina di Tamaran, dopo essere fuggita di prigione ed aver messo in scena un colpo di Stato. Stella Nera vuole vendicarsi di sua sorella obbligandola a sposare un orribile alieno, Glrdsklechhh, oppure dovranno affrontare una forza di invasione planetaria. I Teen Titans scoprono però che la minaccia di invasione in caso di mancato matrimonio è soltanto una frode.

## Viaggio allucinante
BB vuole giocare ad un nuovo videogioco spaziale e cerca di farlo sui computer della Torre dei Titani, con scarso successo. Involontariamente tenta allora di utilizzare il sistema di Cyborg, ma accidentalmente fa il download di un virus alieno nel suo amico, che gli fa avere allucinazioni dandogli un appetito insaziabile. I Titani arruolano a malincuore Gizmo per aiutare Cyborg a sconfiggere il virus, ma il programma virale è uno dei più tenaci mai realizzati.

## Ossessione
Robin è ossessionato dal sospetto che Sladow sia ancora vivo e si nasconda da qualche parte pronto a vendicarsi. Quando poi Megablock evade di prigione, Robin scopre che Sladow era presente e ne ha organizzato la fuga. Tuttavia, il problema è che lui è l'unico che riesce a vederlo.

## Magia nera
Corvina si isola dai suoi compagni perché ha la sensazione che non la capiscano e che la considerino solo come un essere tenebroso. Un giorno, scopre l'antica anima di un mago adolescente di nome Malchior, che è intrappolato all'interno di uno dei suoi libri di magia mistiche. Malchior sembra comprenderla e la incoraggia a non abbattersi soltanto perché lei è diversa dagli altri. Corvina allora decide di spezzare la maledizione eccezionalmente forte e potente che lo lega al libro. Tuttavia, Malchior non è ciò che sembra.

## Imparare dalla storia
Durante i festeggiamenti del 4 di luglio Mad Mod utilizza i suoi hypno-schermi per ipnotizzare tutti i cittadini americani e servirlo come un sovrano, trasformando l'infrastruttura delle città in strane copie di costruzioni britanniche, sostenendo che adesso gli Stati Uniti appartengono nuovamente alla Gran Bretagna. Quando i Teen Titans tentano di fermarlo, Mad Mod ruba la gioventù di Robin, trasformando il leader dei Titani in un vecchio uomo debole e flaccido.

## Maremoto
Aqualad arriva alla Torre dei Titani per avvertire i Teen Titans sull'ultima arma di Fratello Blood: un generatore sonico basato sui progetti rubati a Cyborg mentre si era infiltrato nell'Accademia Alveare, capace di creare un maremoto abbastanza potente da distruggere la città. Per fortuna, Bumblebee, un'altra giovane eroina, sta facendo il doppio gioco come agente segreto nell'Accademia Alveare, e aiuterà Cyborg e gli altri a distruggere il generatore.

## La bestia
Durante una battaglia contro il supercriminale conosciuto come Adonis, Beast Boy viene a contatto sostanze chimiche mutanti e imbevuto con la sostanza tossica. Poco dopo, il suo comportamento cambia drasticamente: non è più il giocherellone spensierato di sempre, ma sempre collerico e nervoso ed arriva addirittura ad aggredire i suoi compagni. Una notte Corvina viene catturata e resta gravemente ferita da una bestia con le sembianze di lupo mannaro. I Titans riescono a mettere in fuga la bestia, ma scoprono che si tratta proprio di Beast Boy che però non riesce a ricordare ciò che gli è accaduto. Si scoprirà in seguito che c'è una seconda bestia uguale a Beast Boy. Dopo un lungo scontro, una volta tornato come prima, si scopre che la seconda bestia era Adonis, anch'egli contaminato dalle sostanze chimiche mutanti come Beast Boy.

## Cucciolo
Dopo aver sconfitto Johnny il Rancido, i Titani tornano alla Torre solo per trovarla completamente devastata. Beast Boy ha infatti conservato uno dei bachi da seta di Killer Moth e lo tiene come un animale domestico chiamandolo "Silkie". Per impedire che gli altri scoprano l'esistenza di Silkie e che è stato proprio lui a combinare un disastro in casa, B.B. chiede a Stella Rubia di accudirlo in sua assenza, e la ragazza aliena immediatamente si innamora dell'adorabile creatura. Tuttavia quando Stella lo nutre con del cibo alieno dal suo pianeta Tamaran, Silkie cresce notevolmente di dimensioni e diventa impossibile nasconderlo. Killer Moth riesce poi a recuperare la sua creatura perduta e trasformarlo nella larva di un insetto gigantesco.

## Il cappello del mago... Ovvero come far comparire un titananimale
Mentre combattono contro lo stupefacente Mago Mumbo Jumbo, i Teen Titans vengono risucchiati all'interno del suo cappello e Corvina è separata dal resto del gruppo e trasformata in un coniglio. Poco dopo, Mumbo trasforma anche il resto dei Titani in animali: Robin in una scimmia, Stella Rubia in un gatto a strisce, Cyborg in un orso che indossa un tutù e Beast Boy in una lampada, quando il mago capisce che trasformarlo in un animale è del tutto inutile.

## Titan Est (prima parte)
Per rintracciare Fratello Blood e sventare i prossimi piani criminali dell'Accademia Alveare viene fondato un nuovo ramo dei Titani con il nome di Titans Est, formato da Bumblebee, Speedy, Aqualad e i super veloci gemellini del Guatemala Mas e Menos. Su ordine di Robin, Cyborg aiuta a mettere insieme i Titans Est e a costruire la loro Torre, quando improvvisamente Fratello Blood fa la sua comparsa. Ne consegue una battaglia contro un esercito di robot, sulla base delle specifiche rubate a Cyborg. Fortunatamente, il nuovo team emerge vittorioso e Cyborg decide di restare come capo della nuova squadra.

## Titan Est (seconda parte)
I Titans East si rivelano sotto il controllo mentale di Fratello Blood, che ora è diventato per metà robot, dopo aver usato la tecnologia di Cyborg su se stesso e con l'intenzione di ripetere la procedura anche su altre cavie, vale a dire i Titans East! Cyborg riesce a malapena a scappare e chiedere aiuto agli altri Titani Solo Cyborg può però determinare l'esito di questa battaglia, sconfiggendo una volta per tutte Fratello Blood.